# Ceracis californicus
Ceracis californicus là một loài bọ cánh cứng trong họ Ciidae. Loài này được Casey miêu tả khoa học năm 1884.